# 欧贝尔
欧贝尔（法語：Aubers，法語發音：[obɛʁ]）是法国上法兰西大区北部省的一个市镇，属于里尔区和里尔欧洲都会区。

## 地理
欧贝尔（50°35'43"N, 2°49'30"E）面积10.14 平方千米，位于法国上法蘭西大區北部省，该省份为法国最北部的省份及最长的省份，西北濒北海，西接加来海峡省，南至埃纳省和索姆省，东与比利时接壤。
与欧贝尔接壤的市镇（或旧市镇、城区）包括：弗罗梅勒、拉旺蒂、洛尔日、新沙佩勒、埃尔利、伊利、弗勒尔拜。
欧贝尔的时区为UTC+01:00、UTC+02:00（夏令时）。

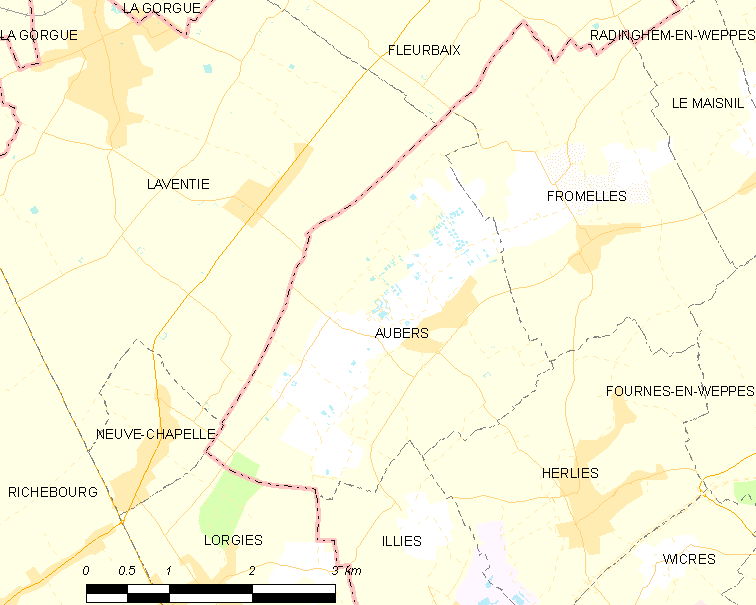
欧贝尔的OSM定位图

## 行政
欧贝尔的邮政编码为59249，INSEE市镇编码为59025。

## 政治
欧贝尔所属的省级选区为阿讷兰县。

## 人口

1962-2008年间欧贝尔人口变化图示

欧贝尔于2022年1月1日时的人口数量为1746人。